# Ministerstwo Wyznań Religijnych i Oświecenia Publicznego

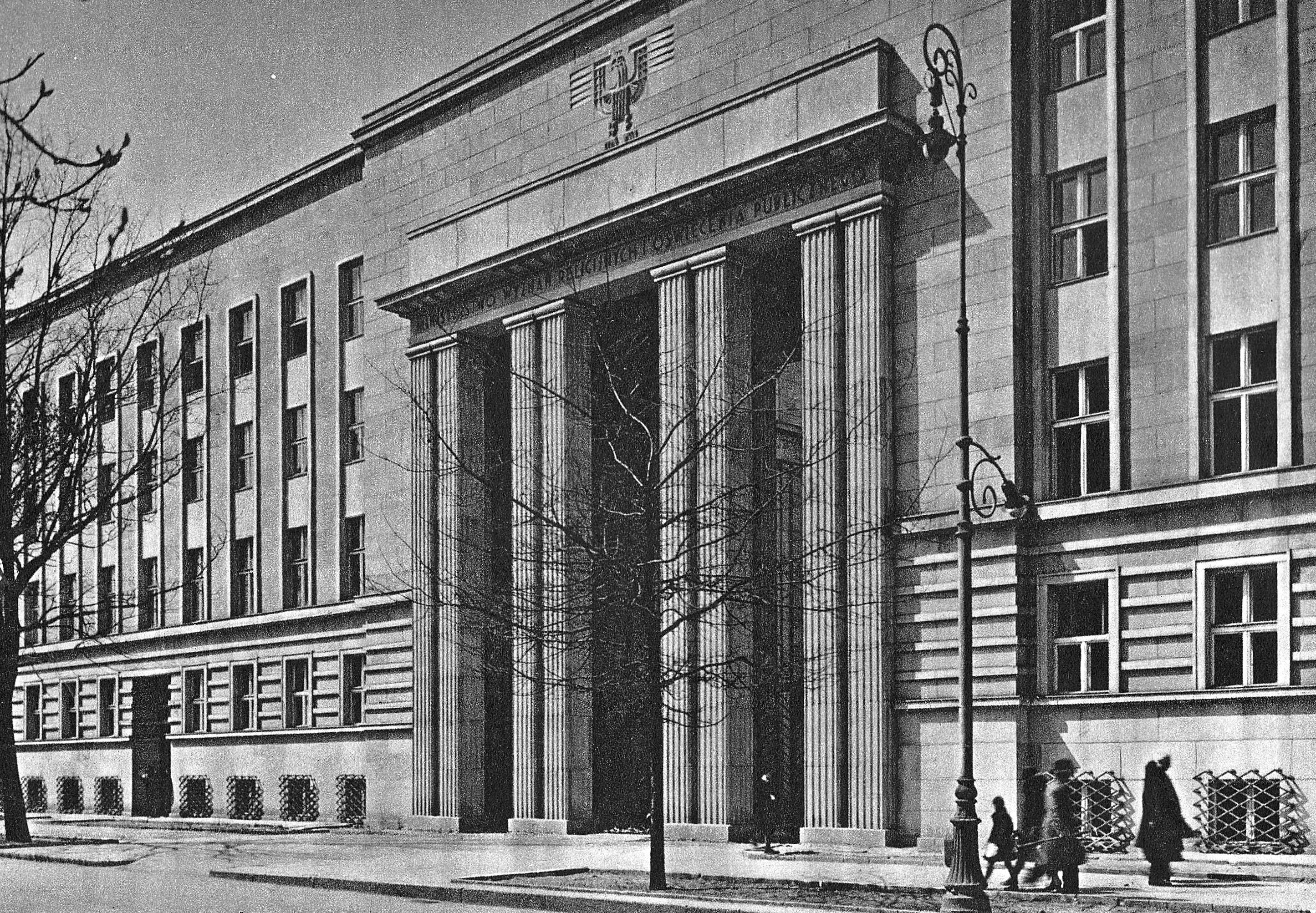
Siedziba ministerstwa w al. J.Ch. Szucha 25

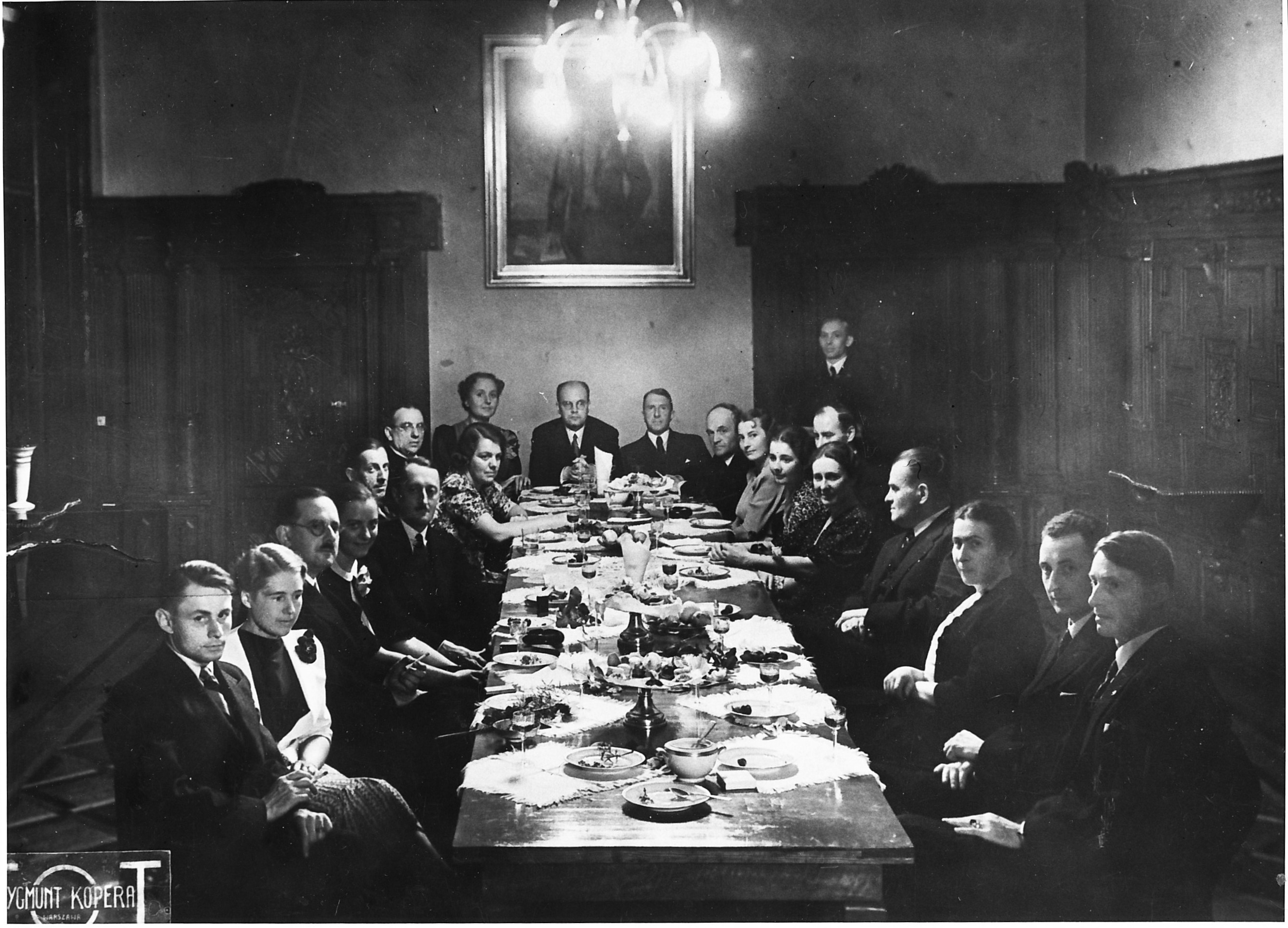
Zebranie Wydziału Sztuki Min.W.R.i O.P., Warszawa, 1938, pod przewodnictwem ówczesnego naczelnika tego wydziału Władysława Zawistowskiego – w głębi na wprost (dziesiąty od lewej)

Ministerstwo Wyznań Religijnych i Oświecenia Publicznego (MWRiOP) – centralny organ administracji rządowej w II Rzeczypospolitej, powołany 1 lutego 1918 do zarządu szkolnictwa wszelkich stopni i typów, opieki nad nauką, literaturą i sztuką, nad archiwami, bibliotekami, czytelniami, muzeami i teatrami oraz do realizacji zadań państwa w sprawach wyznaniowych. Ministerstwo powstało z przekształcenia Departamentu Wyznań Religijnych i Oświecenia Publicznego tymczasowej Rady Stanu z dniem 1 lutego 1918 r. w ministerstwo.

## Struktura organizacyjna MWRiOP
W skład Ministerstwa wchodziły:
- Departament Wyznań
- Departament Szkolnictwa Ogólnokształcącego
- Departament Szkolnictwa Zawodowego
- Departament Nauki i Szkół Wyższych
- Departament Sztuki (w niektórych okresach „Wydział Sztuki”).

Jednostkami organizacyjnymi Ministerstwa były też m.in. Pracownia Oświaty Pozaszkolnej i biblioteka ministerialna z czytelnią pedagogiczną.

## Ministrowie
1918 Antoni Ponikowski (Rada Regencyjna Królestwa Polskiego)
1918–1919 Ksawery Prauss
1919 Jan Łukasiewicz
1919–1920 Tadeusz Łopuszański
1920–1921 Maciej Rataj
1921–1922 Antoni Ponikowski
1922 Julian Nowak
1922 Kazimierz Władysław Kumaniecki
1922–1923 Józef Mikułowski-Pomorski
1923 Stanisław Głąbiński
1923 Stanisław Grabski
1923–1924 Bolesław Miklaszewski
1924–1925 Jan Zawidzki (p. o.)
1925–1926 Stanisław Grabski
1926 Józef Mikułowski-Pomorski
1926 Antoni Sujkowski
1926–1927 Kazimierz Bartel
1927–1928 Gustaw Dobrucki
1928–1929 Kazimierz Świtalski
1929–1931 Sławomir Czerwiński
1931–1934 Janusz Jędrzejewicz
1934–1935 Wacław Jędrzejewicz
1935 Konstanty Chyliński (p. o.)
1935–1939 Wojciech Alojzy Świętosławski

## Nagrody
Ministerstwo przyznawało nagrody w zakresie kultury i sztuki.

### Nagroda literacka
Od 1925 była przyznawana Nagroda Literacka Ministra Wyznań Religijnych i Oświecenia Publicznego.

### Nagroda muzyczna
Przyznawana była też Nagroda Muzyczna Ministra Wyznań Religijnych i Oświecenia Publicznego.

### Nagroda plastyczna
Od 1934 była przyznawana Nagroda Plastyczna Ministra Wyznań Religijnych i Oświecenia Publicznego. Jej laureatami byli:
- Wojciech Jastrzębowski (1934)
- Leon Wyczółkowski (1935)
- Xawery Dunikowski (1936)

## Rok 1939
1 października 1939 roku gmach MWRiOP został zajęty przez niemiecką Grupę Operacyjną Policji Bezpieczeństwa, przekształconą wkrótce w Urząd Komendanta Policji Bezpieczeństwa i Służby Bezpieczeństwa Dystryktu Warszawskiego (gestapo, al. J.Ch. Szucha 25). Akta ministerstwa zostały wyrzucone na korytarze, strych i podwórza. Część akt i księgozbiór biblioteki zostały wywiezione na przełomie lat 1939/1940.

## Okres po II wojnie światowej
W 1944 roku na stanowisko kierownika Resortu Oświaty PKWN powołano Stanisława Skrzeszewskiego, a w roku 1945 utworzono Ministerstwo Oświaty. Pierwszymi ministrami oświaty byli:
- 1945 – Stanisław Skrzeszewski
- 1945–1947 – Czesław Wycech
- 1947–1950 – Stanisław Skrzeszewski.